# Stéphane Tissot
Pour les articles homonymes, voir Tissot.
Stéphane Tissot, né le 30 mai 1979 à Megève, est un skieur alpin français.

## Biographie
Il a fait ses débuts en coupe du monde de ski alpin à la fin de l'année 2001. Lors de ses 32 premières courses, il ne se classa que 6 fois dans les points, avec comme meilleur résultat, une dixième place lors du slalom de Beaver Creek en décembre 2004. Une année plus tard, sur la même piste, il signe son premier podium avec une surprenante deuxième place. Cette saison 2005/2006 le voit devenir régulier pour terminer l'année par un nouveau podium à Åre (Suède) et prendre ainsi la 6e place du classement de la coupe du monde de slalom.
Il commence la saison 2007 avec de nombreux espoirs se classant quatrième lors du premier slalom à Levi. Plus tard à Alta Badia, il parvient pour la première fois de sa carrière à remporter la première manche d'un slalom, mais une chute dans la seconde manche le prive de succès. Le 23 décembre 2006, il met un terme à sa saison après une fracture du tibia-péroné de la jambe gauche et ne participe donc pas aux championnats du monde de 2007. Sa carrière s'achève en 2010. 

## Palmarès

### Coupe du monde
- Meilleur classement au général : 24e en 2006.
- Podiums en carrière (2) :
  - Beaver Creek (USA), le 4/12/2005 : 2e place
  - Aare (Swe), le 19/03/2006 : 2e place
- Places d'honneur :
  - Kitzbuehel (Autriche), le 22/01/2006 : 4e place
  - Levi (Finlande), le 12/11/2006 : 4e place

### Championnats de France
- Médaille d'or en slalom en 2002 et 2005
- Médaille d'argent en slalom en 2003
- Médaille de bronze en slalom en 2004